# Thricops gregori
Thricops gregori är en tvåvingeart som beskrevs av Ceianu 1999. Thricops gregori ingår i släktet Thricops och familjen husflugor.
Artens utbredningsområde är Rumänien. Inga underarter finns listade i Catalogue of Life.